# Semiothisa streniataria
Semiothisa streniataria är en fjärilsart som beskrevs av Walker 1861. Semiothisa streniataria ingår i släktet Semiothisa och familjen mätare. Inga underarter finns listade i Catalogue of Life.